# Mambusao
Mambusao est une ville de la province de Capiz aux Philippines, dont la population était de 37 672 habitants en 2010.